# Frank Ward
Frank Ward (10. maj 1956 – 26. august 2002 i Hayward i Californien i USA) var en amerikansk bokser. Han boksede i sværvægt fra han var 15 år gammel. Han er far til den nuværende WBA-verdensmester i supermellemvægt, Andre Ward. Frank inspirerede sin søn til at bokse og trænede ham fra han var 9 år.
Han døde som 46-årig af et hjerteangreb.
Han er begravet på Lone Tree Cemetery (grundlagt 1870) i Californien sammen med sin mor Florence B. Ward.